# 中国鸦片史

中国鸦片进口量，1650-1880

中国鸦片史主要记述鸦片在中国范围内从初引进、传播、盛行到禁止的整个历史进程。这段历史包含了早期鸦片作为药用引入在中国境内流行，到明清时期被认识为一种能致人成瘾，使人涣散的邪物，在政府利益和社会环境健康的权衡中历经两次鸦片战争，直至二次世界大战结束后中国大陆、港澳台等地区纷纷立法禁止和肃清。

## 概述
鸦片在中国的历史，有研究认为起源于7世纪鸦片在医学领域的使用。到了17世纪，吸食大烟（含有鸦片的烟草）的潮流从东南亚传播到中国，使国内人们对于鸦片的需求日益见长
1729年，清朝政府颁布了第一个反鸦片法令，当时每年约有200箱鸦片进口到中国。自鸦片传入中国以后，鸦片的进口量随年逐升。1799年中国当局以更加严厉的条件重新颁布禁令时，鸦片的年进口量已达4,500箱。随着19世纪30年代十年间的贸易增速，到1838年，鸦片年进口量攀升至40,000箱。之后1842年的《南京条约》，随着第一次鸦片战争的失败而告结束。其后鸦片输入实际上处于“默许”的走私状态中。直至1858年的上海税则谈判，中英终于达成协议，实现了鸦片贸易合法化。1858年，鸦片在中国每年的进口量已经达到70,000箱（约4,480長噸（4,550公噸）），几乎与2000年全球鸦片产量持平。
19世纪六七十年代后，罂粟种植遍及全国。因为国内罂粟种植面积的扩大和鸦片质量的提高，外国进口和走私鸦片逐年减少，至1880年代以后，国产鸦片数量超过了进口鸦片。原来进口鸦片在沿海尤其在消费水平较高的大堀市有较大市场，但到19世纪末，这种情况也发生了根本改变。各项统计显示，至19世纪末20世纪初，国产鸦片已经基本可以满足国内消费需求，进口鸦片已退居非常次要的地位。到20世纪政府开始抑制国内的鸦片产量，英国与中国签订了减少鸦片贸易的条约。1911年清政府被推翻，使得鸦片贸易在中国重新变得活跃，并重新成为政府税收的主要来源。在1949年之后，中华人民共和国分阶段严厉禁止了非药用鸦片的使用。1950年2月24日，中央人民政府政务院第21次政务会议通过并发布了《政务院关于严禁鸦片烟毒的通令》，要求各级人民政府设立禁烟禁毒委员会，严厉禁种罂粟。1952年11月底结束后，中国成功地在全国范围内基本禁绝了为患百余年的鸦片，创造了举世公认的奇迹。并且在50-70年代期间一直是实际上的“无毒国”（虽然在中国一直种植有少数罂粟作为药用原材料和研究用途，但整个过程受到严厉管制）当时的台湾的中华民国政府亦抑制了鸦片的流通，

## 早期历史
根据历史文献记载，鸦片在公元7世纪，也就是唐朝时第一次由阿拉伯商人引进中国，当时被中国人称之为“阿芙蓉”。但是这种说法有所争论，更早的记录显示，公元1世纪时就有鸦片以止痛药的身份进入中国地域。当时记载宋朝诗人苏轼在其诗中描述了鸦片的医药用途：“道人劝饮鸡苏水，童子能煎罂粟[A]汤。”

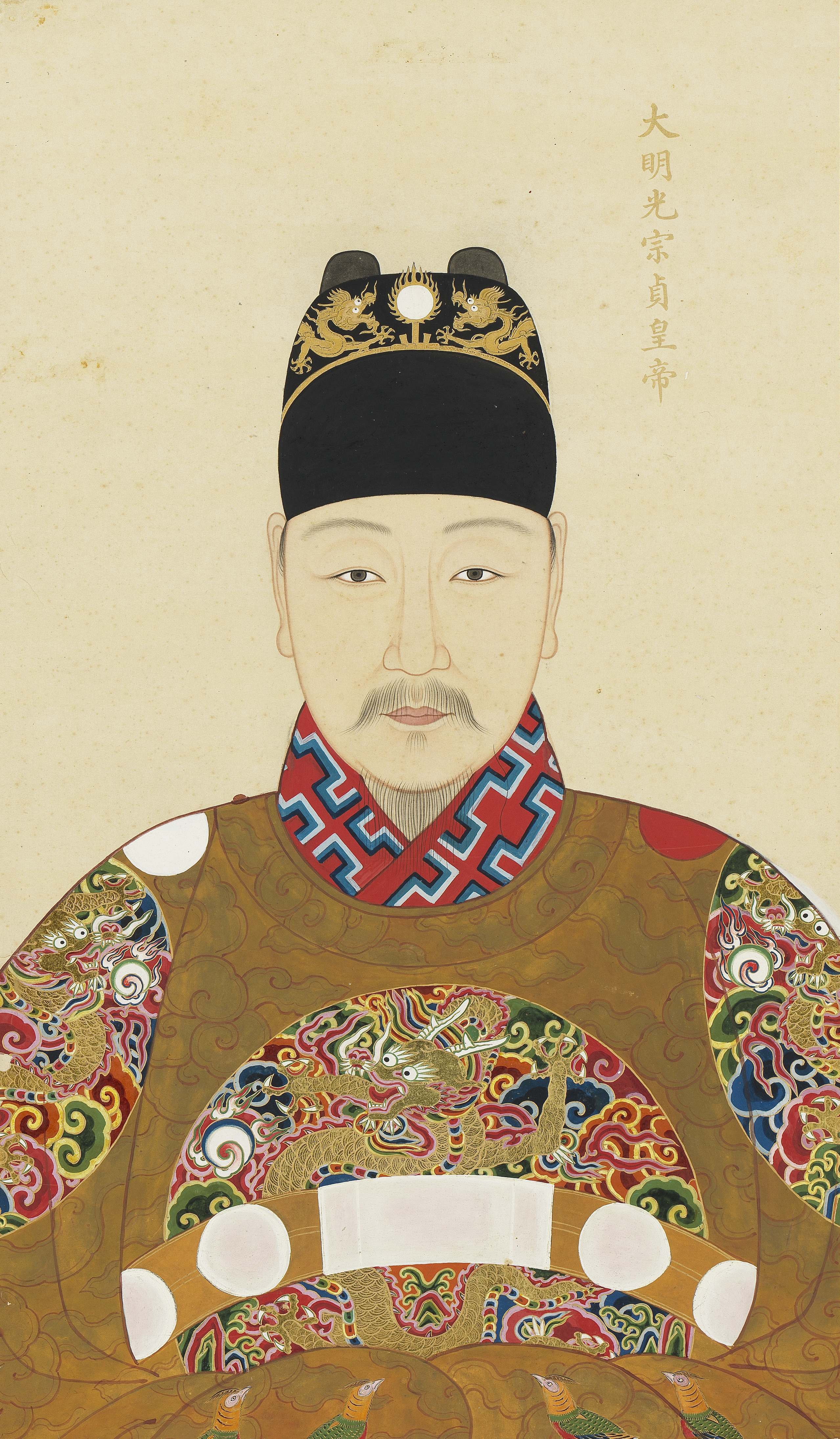
明光宗皇帝

鸦片最初由医学家用来控制体液，保存气或生命力，在明代（1368年-1644年），徐伯龄在15世纪中叶的《蟫精隽》上记载了鸦片除了能治疗腹泻，还有春药的作用：
主興助陽事，壯精益元氣。方士房中御女之術，多用之。又能治逺年乆痢，虚損元氣者，徃徃服不三數分。多服，能發人疔腫、癰疽、惡瘡，并一應熱疾。……其價與黄金等
明朝的统治者通过天朝册封体制来获得鸦片，当时鸦片被叫做乌香（黑香料）。明朝《大明会典》记录了暹罗王国向明朝皇帝进贡的重达100（220磅）乌香礼物，其中还包括乳香、西瓜、胡椒、象牙、犀牛角和孔雀羽毛。
鸦片一直被视作一种中草药，直到1639年，鸦片才被列为非法商品。

## 鸦片贸易

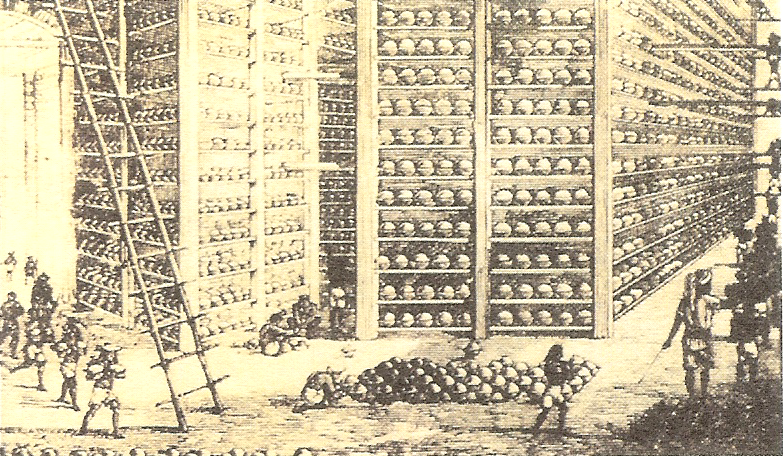
英國东印度公司在印度的鴉片儲存庫

16世纪，葡萄牙人发现了鸦片在中国市场的潜在价值，利用他们横跨亚洲的工厂资源去赞助广州商人，以满足鸦片的药用和娱乐需求。1729年，雍正帝开始禁止清朝的鸦片风潮。在布克萨尔战役之后，東印度公司（EIC）获得了税收控制权，并垄断了莫卧尔帝国在孟加拉地区的鸦片市场。可是之后的英法北美战争和英国市场对中国茶叶的极度需求，使得东印度公司负债高达28,000,000美元，这笔账需要用白银兑付。为了转亏为盈，东印度公司除纳税之外也开始在加尔各答拍卖鸦片。考虑中国法律不允许鸦片进口，东印度公司便计划一边顺从中国的法律市场，一边利用其非法市场。英国商人在广州明面上进行茶叶交易，暗地里在加尔各答贩卖鸦片来弥补公司的债务亏损。在那里，鸦片会在英国船只的掩护下进口中国，然后由当地的商人走私入境。据19世纪汉学家Edward Parker的说法，从印度走私到中国的鸦片分为四种：公班土、白土、金花土和小公班。1833年7月在內伶仃島靠岸的赫拉克勒斯号上的货物被按照产地醒目的标注了“新”、“旧”公班土，“新”、“旧”贝纳雷斯以及白土以示区分。会计还规定了每种类型的箱子数量，以及每箱的价格。“箱”（chests）[B]包含起源于印度孟加拉邦和马德拉斯管辖区的小鸦片球。
1729年，清政府发布了中国第一挑反烟令，规定“凡兴贩鸦片烟者，照收买违禁货物例，枷号一月，发近边充军……”
1797年，东印度公司废除了孟加拉代理一职，强制农民同英国商人进行毒品交易，并加强了它对鸦片贸易的管理。英国对中国出口鸦片的数量也从1730年的15,000公斤涨到1773年的76,000公斤。1799年，两广总督觉罗吉庆时下令禁止鸦片的运输和销售。到了1804年，东印度公司扭转了与中国的贸易亏损，并且在1806至1809年间获利约七百万银币。与此同时，美国开始加入鸦片市场，随之而来的还有质量较次的土耳其鸦片；到了1810年，美国已在广州有约10%的鸦片市场。
同年，嘉庆帝还下了另一道圣旨：
“鸦片烟性最酷烈，食此者能骤长精神，恣其所欲，久之遂致戕贼身命，大为风俗人心之害，本干例禁，该犯杨姓胆敢携带进城，实属藐法，著即交刑部严审办理。惟此项鸦片，近闻购食者颇多，奸商牟利贩卖，接踵而来。崇文门专管税务，仅于所属口岸地方稽察，恐尚未能周到，仍著步军统领、五城御史于各门禁严密访查，一有缉获，即当按律惩治，并将其烟物毁弃。至闽粤出产之地，并著该督抚关差查禁，断其来源。毋得视为具文，任其偷漏。”
圣旨的作用非常有限，远在北京的清政府并不能阻止位于中国南部诸省的鸦片走私。到了19世纪20年代的时候，中国每年进口孟加拉鸦片约910吨。
被贩运到中国的鸦片由东印度公司在巴特那和贝纳雷斯的两家工厂加工。1920年左右，来自印度的摩腊婆鸦片进入了市场，由于市场需求持续上升，鸦片价格与其产量也开始持续上涨。
由于同外国企业的非法贸易导致银币的流失，以及1838年中国吸毒者的数量从原先的约400万增长到了1200万，道光皇帝开始采取行动，他将主张抵制鸦片一派的首领林则徐派往广州。林则徐迅速压制了在中国境内的非法鸦片贸易，逮捕鸦片贩子，并要求那些外国公司无偿上交其股份。对于贸易公司的反抗，林则徐直接封锁一切交易，并将那些国外商人围堵在各自的工厂内，最终强制要求他们上交所有鸦片。在接下来23天的时间里，林则徐销毁了多达1,016吨的鸦片。

## 第一次鸦片战争

一个第一次鸦片战争的雕像

因为大量的进口鸦片在虎门销烟中被摧毁，英国商人要求英国政府补偿他们的损失，然而英国当局认为损失应该由中方偿还。英国政府在1842年的《南京条约》中不仅要求扩大鸦片贸易，同时也要求中国割让香港领土，降低关税，给予英国最惠国待遇，并允许他们设立外交代表。此外，《南京条约》中英方要求清政府为虎门销烟中被销毁的鸦片赔偿三百万美元。

## 太平天国之乱
太平天国在当时反对吸食鸦片。西方势力担心太平天国的势力扩张会大幅度影响鸦片贸易的股市，所以最后选择帮助清政府平定内乱。

## 第二次鸦片战争

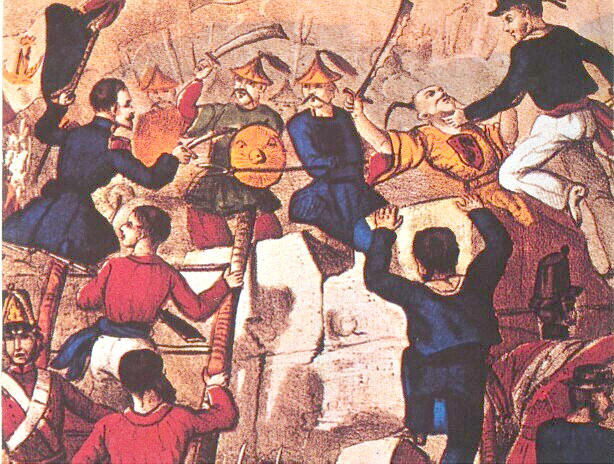
英国的一副关于第二次鸦片战争的宣传画

第一次鸦片战争结束之后，英国原以为凭借《南京条约》可以迅速打开中国市场，获取巨额利润。然而，中国当时“自给自足”的自然经济使得英国出口到中国的货物常常滞销，造成了英国长期处在与中国巨大的贸易逆差之中。此外，英国还须巨额斥资管理其海外殖民地。在这种情况下，英国决定扩张其在中国的鸦片贸易来弥补这一财政亏空，改变其被动的贸易地位。于是，在1856年10月8日发生的“亚罗号事件”最终成为了第二次鸦片战争的导火索。“亚罗”号是中国人建造的一艘船，其非法弄到了一张港英执照，并雇用了一名叫亚罗的外国人在船上工作，該船便称為“亚罗”号。该船雇用的水手中隐藏着海盗，凭借港英执照作掩护，从事鸦片走私和抢劫等活动。然而，当亚罗号事件发生时，该船的香港执照早已过期。在10月8日，清政府以抢劫和走私的罪名逮捕了“亚罗”号上的水手。然而，英国驻香港总督巴夏礼向在向英国的报告中称中国水师在该船捕人时，曾扯落船上的英国国旗，有损英国的权利和荣誉，要求广州当局赔礼道歉、释放人犯。然而，时任两广总督叶名琛对英态度强硬，拒绝赔偿、道歉。此举令英国方面极为不满，于是10月23日，英国海军向虎门口开进，揭开了第二次鸦片战争的序幕。这场战争最终以清政府的全面溃败告终。1860年，英法联军攻入北京城，洗劫并火烧了圆明园。同年，清政府与英国政府签订了《天津条约》，标志着第二次鸦片战争的结束。在新签订的《天津条约》中，清政府额外开放了五个通商口岸，并且首次允许外国商人与传教士进入中国内地经商与传教。

## 鸦片战争的影响
美国、法国在英国之后也与中国签订了所谓的“不平等条约”。鸦片战争也被中国许多历史学家认定为“百年国耻”的开端。
此时英国的鸦片贸易面临着后来成为英国首相的威廉·尤尔特·格莱斯顿的强烈敌意。作为时任议会议员，格莱斯顿非常反对鸦片战争，并称中国与英属印度之间的鸦片贸易是“最臭名昭著，最残暴”的。他抨击这场战争为“巴麦尊的鸦片战争”，是“一场非正义的战争，一场策划更加精细的战争，给这个国家蒙上了永远的耻辱”。1840年5月，他表示“因我们对中国的罪孽，（我）非常害怕上帝对英国的审判”。格莱斯顿对鸦片的敌意源于鸦片对他的妹妹海伦的影响。

## 清朝晚期
按照我们所追求的政策，我们英国人对中国每一块土地都负有道德责任，这些土地已经从粮食种植中撤出，专门用于罂粟种植；因此，中国鸦片增长的事实只会增加我们的责任感。——1884年，上诉法院法官弗莱

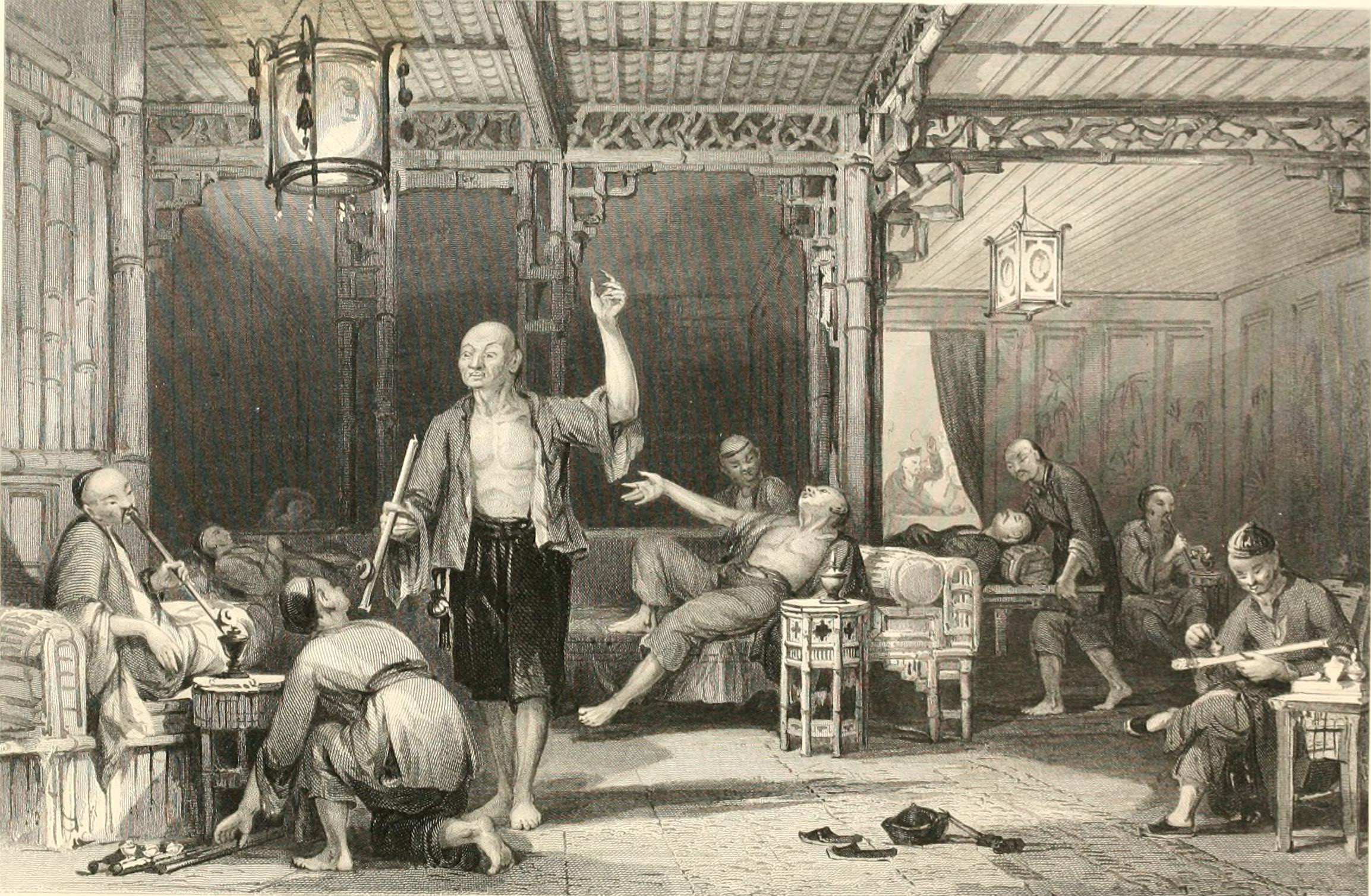
约1858年中国的鸦片吸烟者

自太平天国之乱结束以后，鸦片在清朝的经济中逐渐扮演起了非常重要的角色。由于鸦片相比于同等价值的铜币要轻上很多，商人在云南、四川等鸦片受众较广的地方把它们当作钱来进行交易。人们发现罂粟几乎可以在任何环境条件下进行种植，于是种植罂粟的风气迅速在民间蔓延开来，同时地方官员们也意识到，即使当别的农作物不景气的时候，种植罂粟也能给他们带来巨大的利益。在那个时期，政府一直在反对种植罂粟，但是地方官员因收到了高额的贿赂和想要避免与依赖于罂粟种植的农民们起冲突，在压迫罂粟种植的数量上并没有太大的作为。众多因素之下，原先遭到政府抵制的鸦片在1880年代地位逐渐变得跟茶叶和稻米的地位一样，并且鸦片的种植也成为了政府官员们极大的税收来源之一。

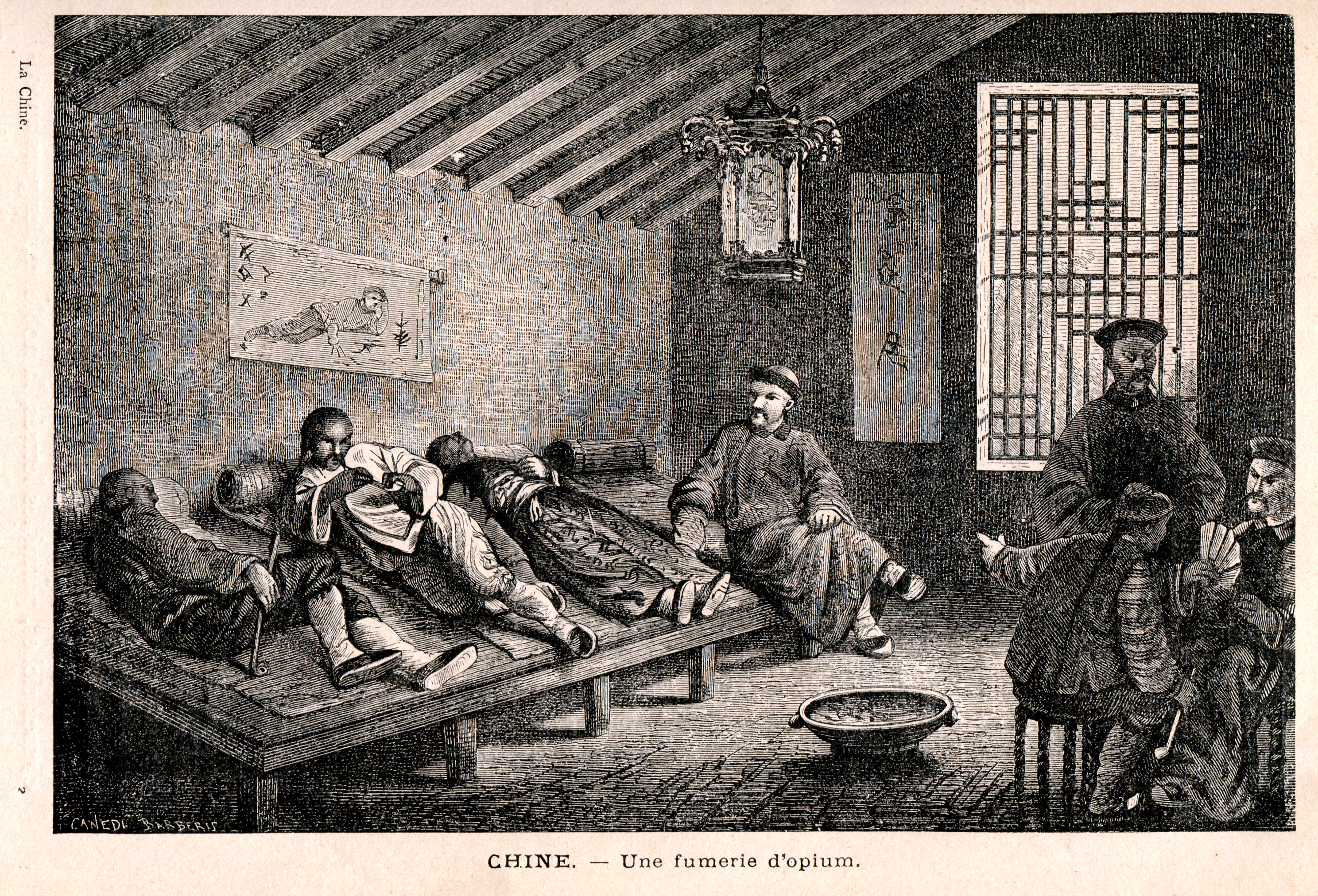
中国鸦片馆，大约1896年

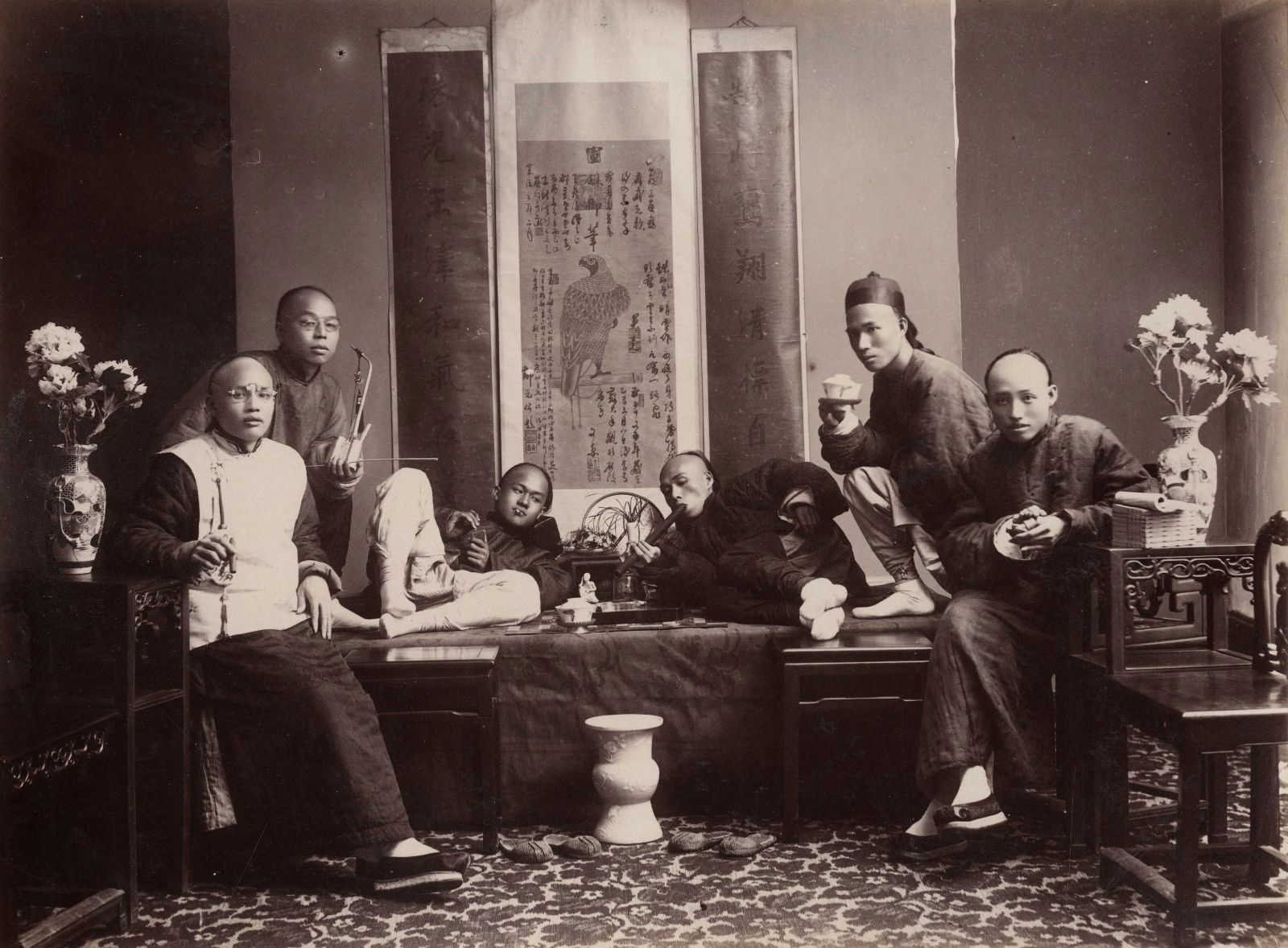
鸦片吸食者，赖阿芳摄于约1880年

历史学家史景迁指出，鸦片虽然会对人造成很大的危害，但在经济停滞不前的情况下，鸦片提供了流动资本并且创造了新的税收来源。许多不论是富贵贫贱的人都依靠着鸦片生意谋生。在清朝的最后十年里，鸦片带来的危害唤醒了人们的良知，大多数人为了抵制鸦片而选择放弃了利益。

中国鸦片种植区，1908年

自1901年以后，清政府发起了新的一轮抵制鸦片的运动，然而此时的反对势力已然不是英国，而是那些经济意义上或是精神意义上赖以鸦片生存的国民。虽然面对的是对禁鸦片愈发有异议的国民们，但是清政府依旧坚持推行全国性抵制鸦片运动，并与此同时倡导与国际反鸦片组织积极合作。在1902年的《中英续议通商行船条约》签署后，进口关税添加了一系列新的政策，但条约同时声明了“英方无意干涉中国对本地鸦片征税的权利”，因此印度鸦片并没有受到该条约的影响。
1907年，英国与中国签署了一项条约。英国同意在未来十年里逐渐废止对中国的鸦片出口，与此同时中国也同意在此期间根除国内的鸦片产业。国内外的大力合作被证明是有效的，但在辛亥革命发生后，清政府被推翻，英国觉得已经没有义务继续再帮助中国解决鸦片问题，地方及省会官员也不再参与反鸦片运动，继续扩展鸦片生意作为税收来源之一。

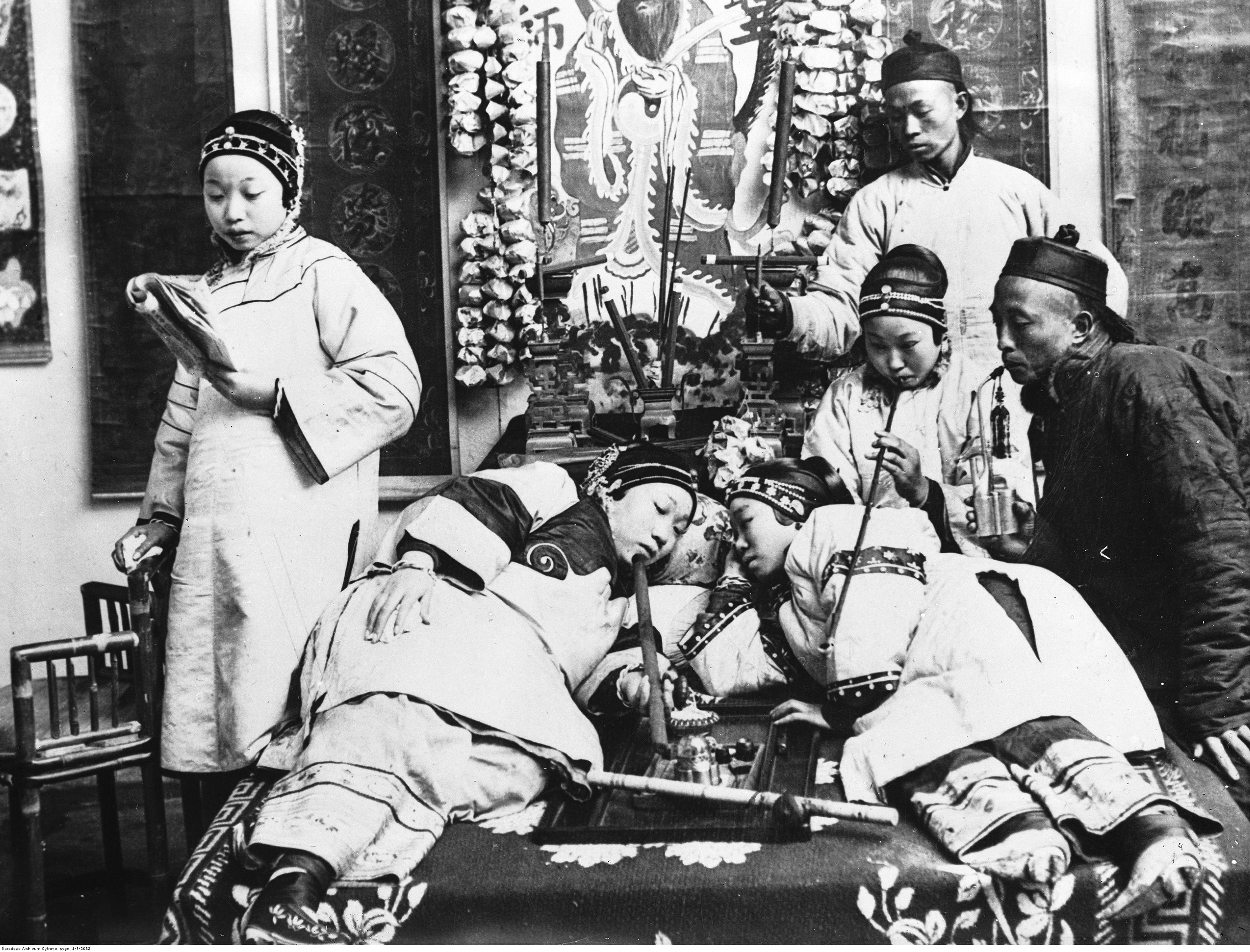
鸦片吸食者在北京的非法鸦片馆（1932年）

在北部的寧夏省和綏遠省，蒙藏委员会会长马福祥虽然表面上禁止鸦片相关的商业活动，但在暗地里协助鸦片毒品交易用来补贴军费开支。1923年，马福祥被一位中国银行的包头官吏发现了他暗地里一直在利用中国银行的一个分支银行将银币送往包头来赞助鸦片贸易。

## 中华民国时期
从1940年开始往后的一段时期，中国共产党为了解决金融危机开始在陕甘宁边区进行鸦片种植，并将成品卖给当时被日本军占领、中国国民党占领的省区。
由于中国共产党公开宣称禁止吸食鸦片，故在其内部资料中，一般以“特货”、“特产”、“土产”、“土货”、“土特产”、“肥皂”为等代称鸦片，偶尔会因审核不严出现“鸦片”字样。一般可以根据代称货物的体积、价值、运输方式判断“土特产”、“特产”、“肥皂”是否为“特货” 。
从中国工农红军时期开始，中国共产党在部分苏区开始收鸦片税，零星开始鸦片贸易。到中国抗日战争时期，由中共官方主导鸦片种植与鸦片贸易，解决财政危机。国共内战时期，鸦片已经作为重要经费来源。
抗日战争时期，中共南京工委在汪精卫政权统治的南京发起清毒运动。

## 中共建政至改革开放
1949年中共建政以后，延续了抗战与内战时期的毒品政策，即“对内禁绝，对外销售”。
中共政府国内全面禁毒，但对外通过英属香港向世界出售鸦片与鸦片制品，获得外汇。随后由农垦部牵头，在黑龙江生产建设兵团、新疆生产建设兵团的国营农场以“药用”为名种植罂粟，代号“100号”，随着改革开放财政大为改善，直到1980年代前后终止大面积种植，中国药用罂粟集中到甘肃省农垦集团公司种植。

1950年2月24日，中央人民政府政务院第21次政务会议通过并发布了《政务院关于严禁鸦片烟毒的通令》：

- 四、從本禁令頒布之日起，全國各地不許再有販運製造及售賣烟土毒品情事，犯者不論何人，除沒收其烟土毒品外，還須從嚴治罪。
- 五、散存於民間之烟土毒品，應限期令其繳出，我人民政府爲照顧其生活待分別酌予補償。如逾期不繳出者，除査出沒收外，並應按其情節嚴重分別治罪。
- 六、吸食烟毒的人民限期登記(城市向公安局，鄕村向人民政府登記)，並定期戒絕。隱不登記者，逾期而猶未戒除者査出後予以處罰。
- 七、各級人民政府衛生機關，應配製戒烟藥品，及宣傳戒烟戒毒藥方，對貧苦癮民得免費或減價醫治。煙毒較盛的城市，得設戒烟所，戒烟戒毒藥品的供應，應由衛生機關統一掌握。嚴防隱蔽形式的烟毒代用品。

政务院禁毒通令发布后，各级人民政府立即行动，纷纷成立禁烟禁毒委员会，在各地进行轰轰烈烈的禁毒工作。在具体查办毒品的时候，新中国广泛动员群众。当时非常重视贩毒人员的检举揭发工作。针对毒品的种、运、制、贩、吸等环节的实际情况，人民政府及公安机关采取“力劝两头，断斩中间”的策略，即规劝吸毒者不吸、种者不种（包括强制铲除），重点卡断流通环节，着重打击制毒贩毒。此法在当时被称为“拦腰一棍”，使得种罂粟的不易卖出，吸食者也不易买到，除了边疆少数民族地区与内地偏僻山区尚有零星种植罂粟外，全国大部分地区先后实现了禁种。
经过这一时期的严厉打击，到1952年禁烟禁毒运动第二期战役前，东北、华北、华东、西北四个地区共缴获毒品（折合鸦片）约24473308两，迫使大量公开的贩毒分子洗手不干，少数冥顽不化者转入地下，公开的烟馆在全国已经绝迹。但是，由于巨大的毒品地下市场依然存在，不法之徒为牟取暴利更铤而走险；产地禁种使得存货“浮出水面”及境外货走私入境，所以禁毒斗争的形势依然严峻。 1952年4月15日，中共中央发出《中共中央关于肃清毒品流行的指示》，5月21日，政务院发布《中央人民政府政务院为查禁鸦片烟毒的通令》，7月30日，中央批准了公安部《关于开展全国规模的禁毒运动的报告》。在《指示中》，确立了“坦白从宽，抗拒从严”的原则。

- 四、对于运动中被揭发或自动坦白的毒犯，在处理上应采取严厉惩办与改造教育相结合的方针，打击惩办少数，教育改造多数，即：制造者、集体大量贩卖者从严，个别少量贩卖者从宽；主犯从严，从犯从宽，惯犯从严，偶犯从 宽；拒不坦白者从严，彻底坦白者从宽；今后从严，过去从宽。打击的重点放在集体大量的制毒、贩毒犯与严重违法的工作人员。对情节不是特别严重，只要彻底坦白，真诚悔过，检举立功者，可减轻或免予处分。对于单纯吸食毒品者，不应作为这次运动的斗争对象。因为吸食毒品的人，数量更大，不可能在这次运动中完全戒 绝，也不应该把他们同制毒、贩毒犯同等看待。而且只要能够做到根绝制毒、贩毒的现象，则吸毒的现象，将会逐渐消灭。
- 五、关于种毒问题，目前主要发生在边疆少数民族地区，应在今后工作中逐步解决。内地的种毒问题，必须检查禁止，在这次反毒运动中，如不能同时解决，则可在运动结束后，另行处理。

《中共中央文献研究室编,建国以来重要文献选编 第三册》中央文献出版社,2011.06,第134页 
一般来说，只要有检举立功表现的贩毒人员就不再追究刑事责任，而如果死硬到底则要受到严惩。于是在这种形势下，绝大多数毒贩一落网就积极检举，公安部门顺藤摸瓜，毒品交易网络便顷刻土崩瓦解。
1963年5月26日，中共中央颁布《中央关于严禁鸦片、吗啡毒害的通知》，《通知》规定严惩私藏毒品、吸食毒品、种植罂粟、私设地下烟馆和贩卖毒品等犯罪行为；规定对吸毒犯应强制戒毒，对已吸食鸦片或打吗啡针等毒品成瘾者，必须指定专门机构严加管制，在群众监督下，有计划、有组织、有步骤地限期强制戒除，在吸毒严重的地区可以集中戒除；规定凡自己吸食毒品，但自动交出毒品并坦白交代其犯罪行为者，可从宽处理。
至此，从20世纪50年代到70年代末，新中国近三十年享有“无毒国”状态。
1973年1月13日，国务院又颁发了《关于严禁私种罂粟和贩卖、吸食鸦片等毒品的通知》。该通知重申1950年《关于严禁鸦片烟毒的通令》，特别是提到了境外不法分子组织鸦片走私贩运又有抬头趋势，该通知要求：

　一九五０年二月二十四日，前政务院发布《关于严禁鸦片烟毒的通令》后，在全国范围内开展了大规模的查禁鸦片烟毒的斗争，成效卓著，仅用三年左右时间，旧社会遗留下来的烟毒流害就基本禁绝。但是，近些年来，由于国内外种种原因，在少数边境地区和一些历史上烟毒流行的地方，私种罂粟，制造、贩卖和吸食鸦片等毒品的情况又不断发生，特别是从国外走私贩运的鸦片大量流入内地，情况日趋严重。为了保护人民健康，维护社会治安，保障四化建设，国务院重申：对于私种罂粟和吸食鸦片的，必须限期铲除和戒绝；对于制造、贩卖、偷运鸦片和其他毒品的违法犯罪活动必须坚决打击，依法严惩。

目前海洛因、冰毒、麻古等新一代毒品成为主流，鸦片已经基本在中国绝迹。

## 金三角地区
剩余的鸦片生产，因为国民党军队的溃逃和大陆严厉禁止，从中国边境南部转移到金三角地区。残余的鸦片贸易主要服务于东南亚，但在越南战争期间蔓延到美国士兵中间，在1971年的达到巅峰，20％的士兵认为自己已经毒品上瘾。

## 拓展阅读
- Dikötter, Frank; Lars, Peter Laamann; Zhou, Xun. . Chicago: University of Chicago Press. 2004  [2019-06-16]. ISBN 978-1850657255. （原始内容存档于2020-02-19）.

- Fu, Lo-shu. . Published for the Association for Asian Studies by the University of Arizona Press. 1966: 380 （英语）.

- McMahon, Keith. . Lanham: Rowman & Littlefield Publishers. 2002. ISBN 0742518027.
- Zhou, Yongming. . Lanham, MD: Rowman and Littlefield. 1999. ISBN 9780847695980.